# Чемпионат СССР по самбо 1955
10-й чемпионат СССР по самбо проходил в Риге с 10 по 14 мая 1955 года. В соревнованиях участвовало 129 спортсменов от 10 союзных республик и городов Москвы и Ленинграда.

## Медалисты
| Весовая категория           | Золото                                       | Серебро                                    | Бронза                                      |
| --------------------------- | -------------------------------------------- | ------------------------------------------ | ------------------------------------------- |
| Наилегчайший вес (до 56 кг) | Лаврентий Кациашвили «Буревестник» (Тбилиси) | Олег Сердюк «Буревестник» (Ленинград)      | И. Кутинов «Динамо» (Москва)                |
| Легчайший вес (до 60 кг)    | Сергей Иванов «Динамо» (Московская область)  | А. И. Скворцов Советская Армия (Ленинград) | Р. Давлекамов «Динамо» (Московская область) |
| Полулёгкий вес (до 64 кг)   | Владимир Гуляев «Буревестник» (Москва)       | Николай Ниниашвили «Динамо» (Тбилиси)      | П. Симонишвили «Спартак» (Тбилиси)          |
| Лёгкий вес (до 68 кг)       | И. Гратиашвили «Спартак» (Тбилиси)           | Анатолий Латышев «Динамо» (Москва)         | Николай Воробьёв «Динамо» (Ленинград)       |
| Полусредний вес (до 72 кг)  | Азалшо Олимов «Динамо» (Московская область)  | Евгений Глориозов «Буревестник» (Москва)   | Нашир Софин «Динамо» (Киев)                 |
| Средний вес (до 79 кг)      | Ярослав Волощук «Динамо» (Киев)              | Михаил Рурак «Динамо» (Москва)             | Ю. Корольков «Буревестник» (Ленинград)      |
| Полутяжёлый вес (до 87 кг)  | Генрих Шульц «Буревестник» (Москва)          | И. Мери «Даугава» (Рига)                   | Н. Бубенков «Динамо» (Московская область)   |
| Тяжёлый вес (свыше 87 кг)   | Отар Шинджикашвили «Динамо» (Тбилиси)        | Николай Братко «Динамо» (Москва)           | Борис Шапошников «Динамо» (Ленинград)       |